# Алън Брук
Алън Франсис Брук (на английски: Alan Brooke) е британски фелдмаршал по време на Втората световна война.
В началото на войната той е командир на II. корпус, част от Британския експедиционен корпус във Франция. При евакуирането на британските войски през Дюнкерк (операция Динамо) той е един от главните водачи на полкове.
1940 г. Брук е начначен на пост върховен главнокомандващ на британските Home Forces. 1941 г. става шеф на генералния щаб на армията. В тази си функция Брук е най-важният военен съветник на Уинстън Чърчил, на военния кабинет и на британските съюзници. Брук отказва поканата да стане главнокомандващ на британските войски в Северна Африка, за да може, както казва той, да попречи на Чърчил да вкара страната в безсмислеми военни акции.